# Хинд, Артур
Артур Хинд (англ. Arthur Hind; 1856, Брадфорд, Англия — 1933, Майами, США) — американский миллионер, текстильный магнат, известный филателист.

## Биография
Эмигрировал в Соединенные Штаты из Брадфорда (Англия) в 1890 году. Жил в городе Ютика (Нью-Йорк). Добился значительного финансового успеха на изготовлении обивочной ткани для автомобильных производителей.

## Вклад в филателию
Страстный филателист. Значительную часть прибыли от своего бизнеса вложил в покупку редких марок (раритетов), и вскоре приобрел многие из величайших редкостей в мире филателистики. Скупая целые коллекции, стремился иметь самые лучшие, отдавая предпочтение непогашенным маркам. Любил также «самые необычные» почтовые штемпели гашения, всё, что помогло бы ему выделиться среди филателистов, которые дали ему прозвище «Феррари Америки».
Хинд собрал выдающуюся коллекцию марок США и других стран. Его коллекция по оценке специалистов занимала восьмое место среди величайших коллекций всех времён. В неё входили редкие марки европейских государств, итальянских княжеств, португальских колоний, Албании, Румынии и т. д. Среди них были также первые марки Маврикия — в виде конверта с двумя «оранжевым и голубым маврикиями», одними из самых редких и ценных почтовых марок в мире, который был послан в Бордо и известен как «бордоское письмо».

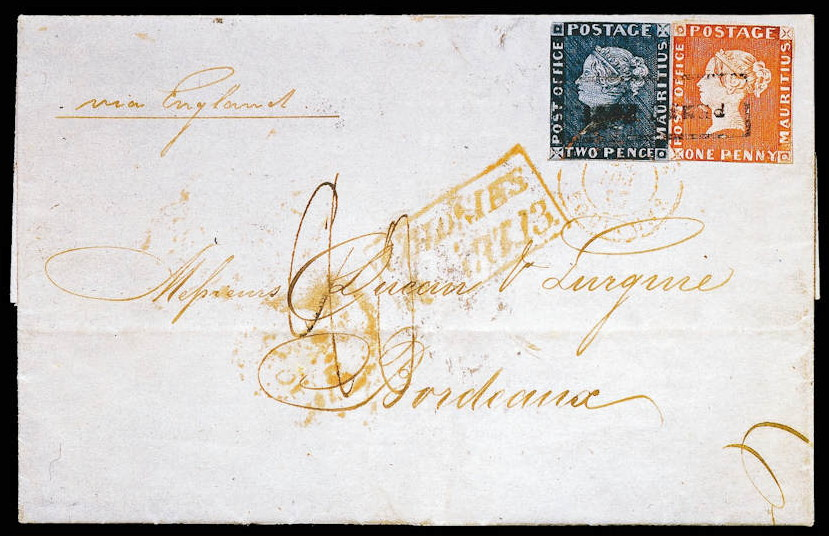
«Бордоское письмо» — конверт с двумя «Маврикиями», посланный в Бордо

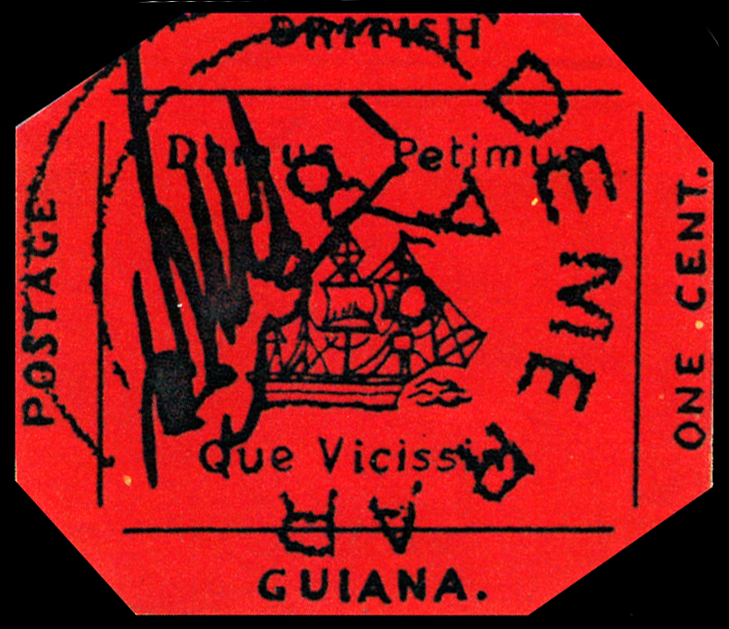
Поздняя реконструкция «Британской Гвианы» (отчётливо видны все надписи и детали рисунка)

Еще одним раритетом коллекции А. Хинда была одноцентовая почтовая марка Британской Гвианы, существующая в единственном экземпляре. Среди коллекционеров эта марка получила титул «принцессы филателии».
7 апреля 1922 года на третьем аукционе, проходившем в Париже, в отеле «Дрюо», эту уникальную марку купил английский торговец Гриберт за 352 500 франков (36 тысяч долларов), обойдя, по слухам, трёх королей, среди которых был сам Георг V. Как выяснилось позднее, Гриберт был всего лишь агентом, действовавшим по поручению нью-йоркского миллионера Артура Хинда.
Известно несколько интересных эпизодов, связанных с приобретением этой марки Хиндом. Один из них, например, следующий: однажды какой-то человек пришёл к Хинду и стал утверждать, что является обладателем другой такой же одноцентовой марки. Он показал её Хинду, который поинтересовался, за какую сумму этот человек желает продать её. В конце концов они договорились о цене, и на следующий день Хинд стал обладателем этой марки. Сразу же после покупки он сжёг её и произнёс: «Всё равно теперь осталась только одна такая марка!».

## Судьба коллекции
После смерти А. Хинда в 1933 году его коллекция, согласно завещанию, должна была быть продана с аукциона в пользу его наследников. Но вдова Хинда изъяла «Гвианский уникум» из общего наследства, так как эта марка, по её уверениям, была личным подарком ей от мужа. После долгого судебного разбирательства, марка была оставлена у вдовы А. Хинда.
В 1940 году вдова А. Хинда продала марку за 42 тысячи долларов лицу, пожелавшему остаться неизвестным. Лишь спустя 29 лет новый владелец марки стал известен, им оказался проживающий в США австралийский скототорговец-миллионер Фредерик Смолл.